# Lukáš Nozar
Lukáš Nozar (* 16. prosinec 1979 Turnov) je český skladník, politik a regionální historik.

## Život
Maturoval na Gymnáziu J. K. Tyla v Hradci Králové. Studoval germanistiku a divadelní vědu na Univerzitě Palackého v Olomouci a Základy humanitní vzdělanosti na Fakultě humanitních studií Univerzity Karlovy. Publikoval několik historických studií z oblasti soudobých dějin a regionální historie, věnuje se též popularizaci těchto témat. Od roku 2011 pracuje ve skladnických pozicích. Žije v obci Chocnějovice, konkrétně části Drahotice. Mezi jeho hlavní koníčky patří zahradničení a zpracovávání ovoce. Deset let organizoval posvícenskou slavnost a historický výklad u kostela svatého Havla v Chocnějovicích.[zdroj?]

## Politické působení
V roce 2013 vstoupil do České strany sociálně demokratické (od roku 2023 Sociální demokracie) a od prosince 2021 předsedá Místní organizaci Sociální demokracie v Mnichově Hradišti.
Ve volbách do Senátu PČR v roce 2024 kandidoval za SOCDEM v obvodu č. 38 – Mladá Boleslav pod heslem Skladník do senátu. Jeho kandidaturu podpořila i strana Levice. Odborně se zaměřuje na bytovou politiku. Se ziskem 2,13 % hlasů skončil na 6. místě, a senátorem se tak nestal.